# Имение Мисхор
 Имение Мисхор (также усадьба «Софиевка», «Малая Алупка») — имение XIX — начала XX века в Мисхоре, включавшее обширные земельные угодья и собственно усадьбу, принадлежавшее, последовательно, Потоцкой, Нарышкиным, Шуваловым и Долгоруким. В настоящее время — корпус № 1 лечебно-оздоровительного центра «Нижний Мисхор».

## Владельцы
26 января 1814 года Мария Антоновна Нарышкина (жена обер-егермейстера Д. Л. Нарышкина, в девичестве — княжна Святополк-Четвертинская) стала владелицей 13 участков фруктовых садов и пахотной земли в Мисхоре. Свои владения 3 марта 1819 года, продала Софье Константиновне Потоцкой, супруге Л. А. Нарышкина. Существует версия, что Мисхорское имение было «подарком» князя Г. А. Потёмкина-Таврического Потоцкой, с которой он якобы состоял в близких отношениях.

От Софьи Константиновны, после кончины в 1822 году, по завещанию, имение перешло её дочери Ольге Станиславовне, причём в первой половине XIX века владельцем Мисхора чаще фигурирует имя Ольги Станиславовны, за которой числится куда больше земли, чем за мужем, которую она якобы получила от матери, а Лев Александрович владельцем называется редко. Большую роль в судьбе Ольги сыграли супруги Воронцовы — граф Михаил Семёнович и, особенно его жена Елизавета Ксаверьевна. В марте 1824 года Воронцовы устроили свадьбу Ольги с двоюродным братом Воронцова со стороны матери, 38-летним генерал-майором Львом Александровичем Нарышкиным. У Нарышкиных был единственный ребёнок, дочь Софья, родившаяся в 1829 году и в 1846 году вышедшая замуж за камер-юнкера графа Петра Павловича Шувалова. Супруги Шуваловы и унаследовали имение, формально — Софья Львовна. Вначале Шуваловы часто посещали Мисхор, но после кончины дочери Варвары в 1871 году больше жили за границей. Всего у Шуваловых было шестеро детей, из них один сын — Павел, ставший владельцем имения после кончины матери в 1895 году. Жене Павла Петровича Елизавете, в девичестве Барятинской, принадлежала идея создания курорта на базе своего имения, которую супруги воплотили, начиная с 1898 года, выделив 15 десятин земли в западной части своих владений. Павла Петровича Шувалова не стало в 1902 году и имение перешло к его сестре Ольге Петровне Долгоруковой (4.08.1848—21.09.1927), жене обер-гофмаршала князя Александра Сергеевича Долгорукова, которая стала последней владелицей имения, покинув его 9 апреля 1919 года.

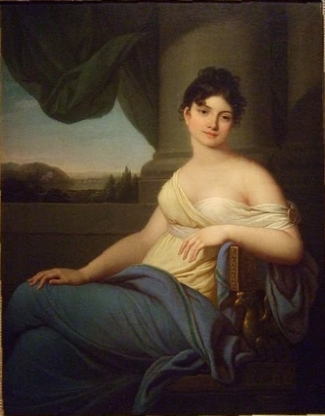
Грасси, Йозеф Матиас. Мария Антоновна Нарышкина.
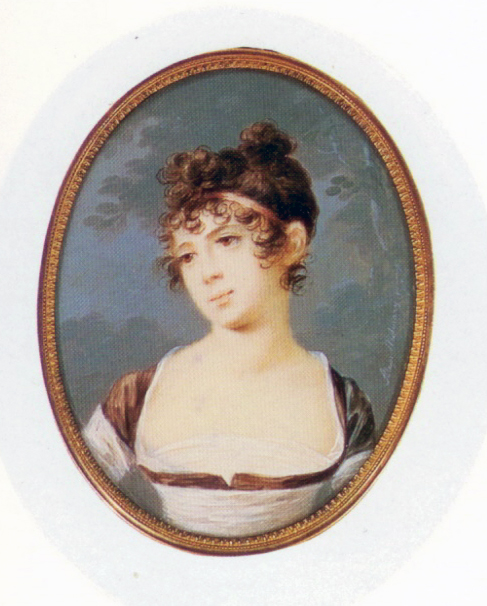
Александр Молинари. Портрет Ольги Станиславовны Потоцкой.
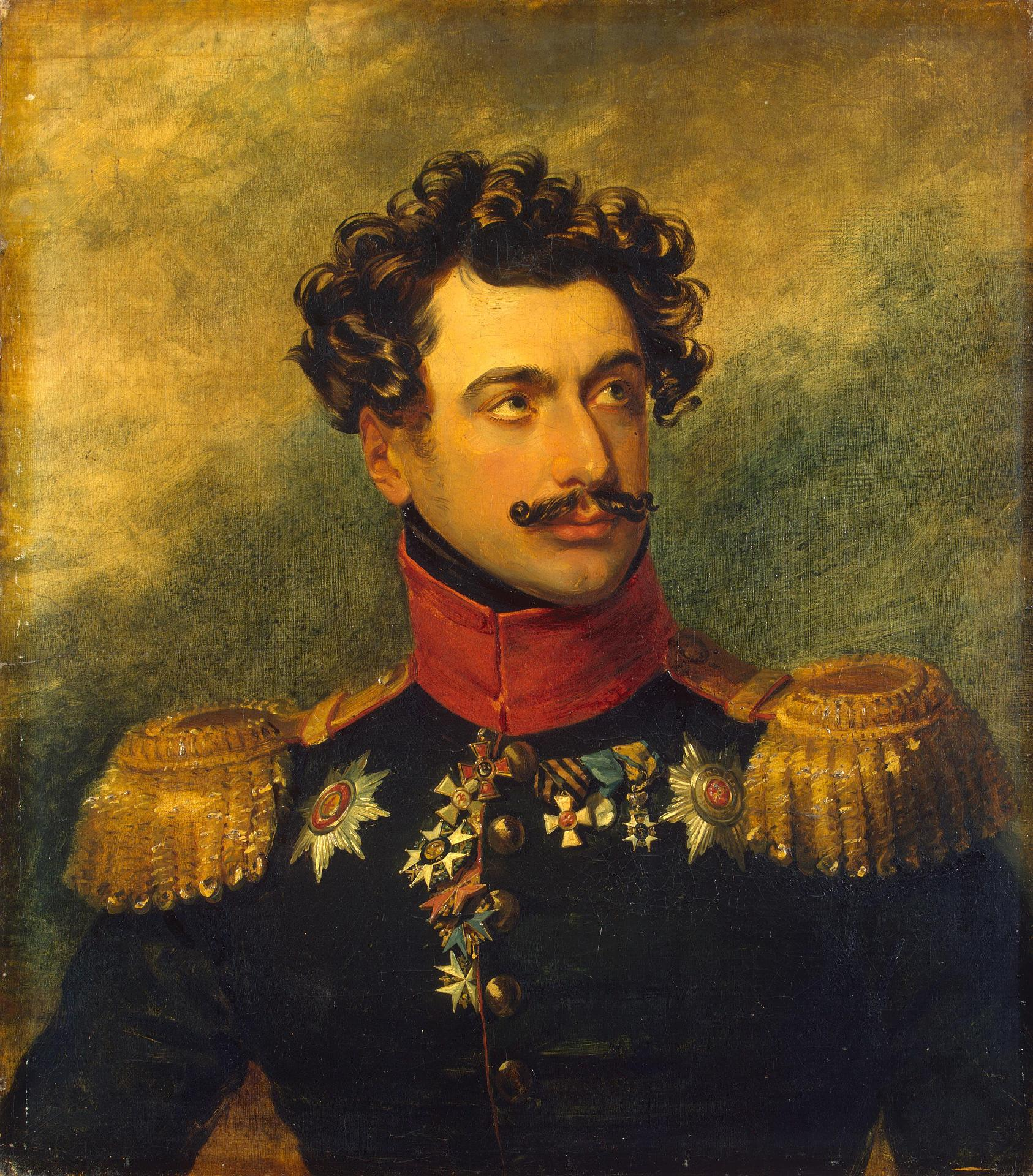
Джордж Доу. Портрет Льва Александровича Нарышкина (1785-1846).
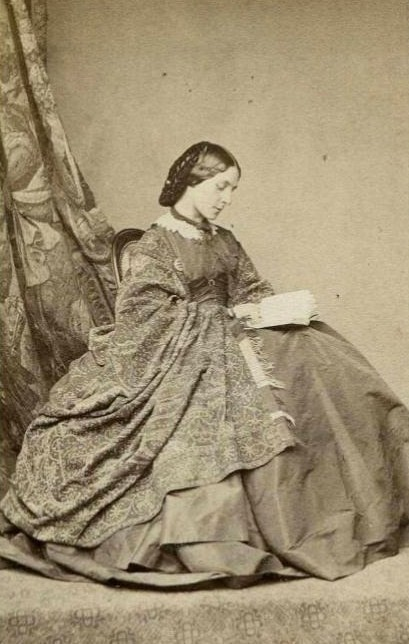
Софья Львовна Шувалова, (Нарышкина), 1860-е г.
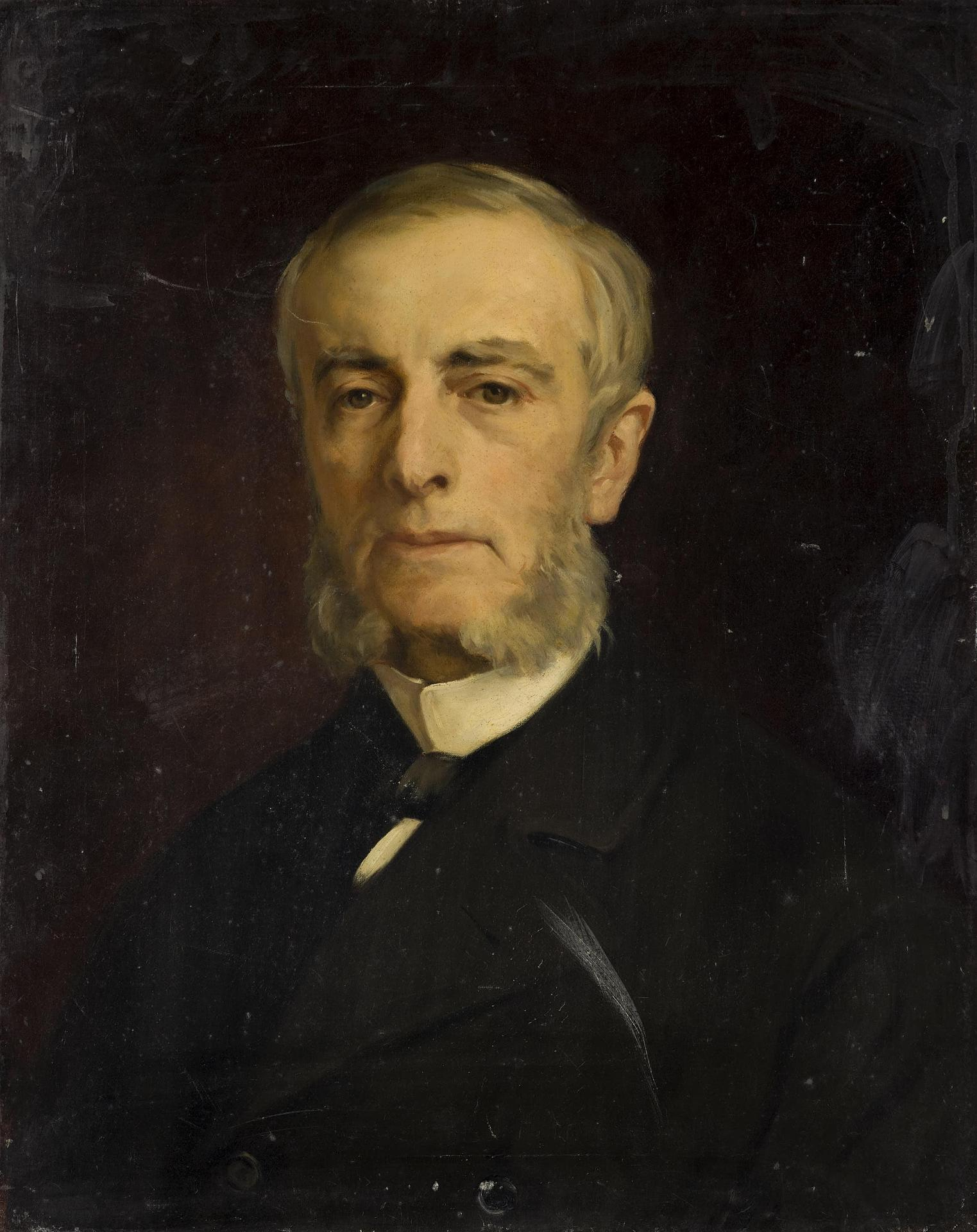
И. К. Макаров. Портрет графа Петра Павловича Шувалова, 1890-е г.
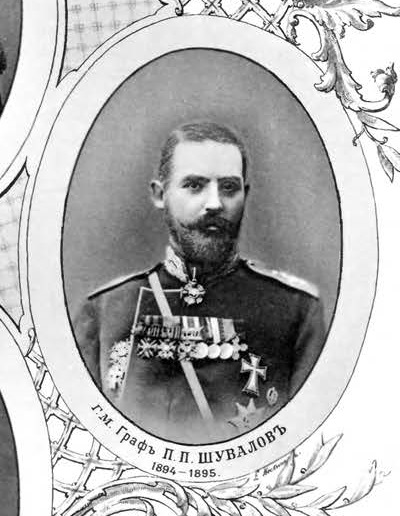
Павел Петрович Шувалов, 1895 г.
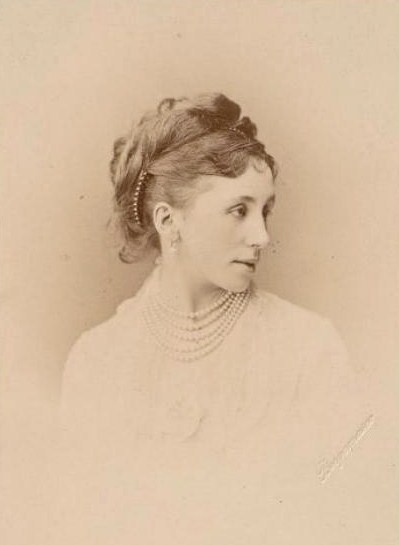
Ольга Петровна Долгорукова, 1870-е г.

## Имение
Первоначально имение, принадлежавшее Марии Антоновне Нарышкиной, описывалось в указе о покупке Симферопольского Уездного суда от 26 января 1814 года № 130, как «13 участков фруктовых садов и пахотной земли», в котором указаны лишь ориентиры — «…межа деревень Алупка и Мисхор» и, фактически, располагалось в самом обводненном районе между Алупкой и Мисхором, где протекает река Хаста-Баш. Из межевания 1834 года известно, владения, общей площадью 87 десятин, 2192 квадратных саженей земли (около 95,83 гектара) включали « 34 десятины 1901 квадратных саженей фруктового сада, 22 десятины 333 квадратных сажени под мелким кустарником, 629 квадратных саженей под экономическим имением, 375 квадратных саженей под почтовою дорогою, 1642 квадратных саженей под просёлочными и садовыми дорогами, 30 квадратных саженей под христианским кладбищем, 6 десятин 965 квадратных саженей под каменистыми местами,1 десятина 659 квадратных саженей под речкою Хастою и балками».

### Усадебный дом
Начиная с 1824 года, под «руководством» опекавшего владелицу Ольгу Нарышкину Воронцова (который, к тому же, брал на себя многие расходы по содержанию Мисхора), проходило обустройство имения. Работавшими у Воронцова строителем Уильямом Гунтом и архитектором Карлом Эшлиманом был построен усадебный дом, часто называемый «дворцом Нарышкиных». Анна Абрамовна Галиченко в книге «Старинные усадьбы Крыма» выдвигает версию, что автором проекта главного «экономического дома» мог быть одесский архитектор Г. Торичелли, усматривая в здании характерный для зодчего готический стиль. Было построено не очень большое (27 м на 15, 6 м) прямоугольное двухэтажное здание на высоком цоколе «из твёрдой породы камня»; верхняя часть сложена из керченского камня, всё оштукатурено снаружи и изнутри. На южном фасаде сделали 7 больших симметричных окон-дверей, с цветным верхним остеклением, с выходом на сплошные открытые террасы, поддерживаемые для второго этажа тонкими колоннами, сами террасы обрамлялись резными каменными балюстрадами. На восточном торце соорудили асимметричный выступ-вход, ломающий общую линию террасы. Дымоходы селаны минаретообразными, наличники окон в восточном стиле — дань модному тогда ориентализму. В цокольной части устроили сводчатый подвал, в котором хранили вина. На 1 этаже располагались гардероб, ванная, буфетная, жильё служащих и прочие помещения — всего 6 комнат, на втором — 8 комнат, включая прихожую, ванную и туалет. В начале XX века дом электрифицировали, проложили водопровод и канализацию, устроили паровое отопление с котельной в подвале.

Рядом с дворцом, по проекту Георгия Торичелли, была построена католическая капелла. Друживший с хозяевами поэт Василий Андреевич Жуковский в свойственном ему кратком стиле охарактеризовал капеллу: «худая церковь». Писатель Олимпиада Шишкина оставила более подробное и восторженное описание:
Маленькая Латинская церковь, прекрасной архитектуры, прекрасно отделана внутри: не скоро узнаешь, что белые под мрамор стены не настоящие мраморные, особенно потому, что местами проведены по ним черты, как будто они сложены из кусков. Колонны около алтаря и расписных боковых окон также совершенно как порфировые. Над престолом прекрасной флорентийской мозаики круглое окно с разноцветными стеклами, а над входом, чтобы не было слишком темно, окно обыкновенное, во всю ширину двери. Все это вместе очень красиво.

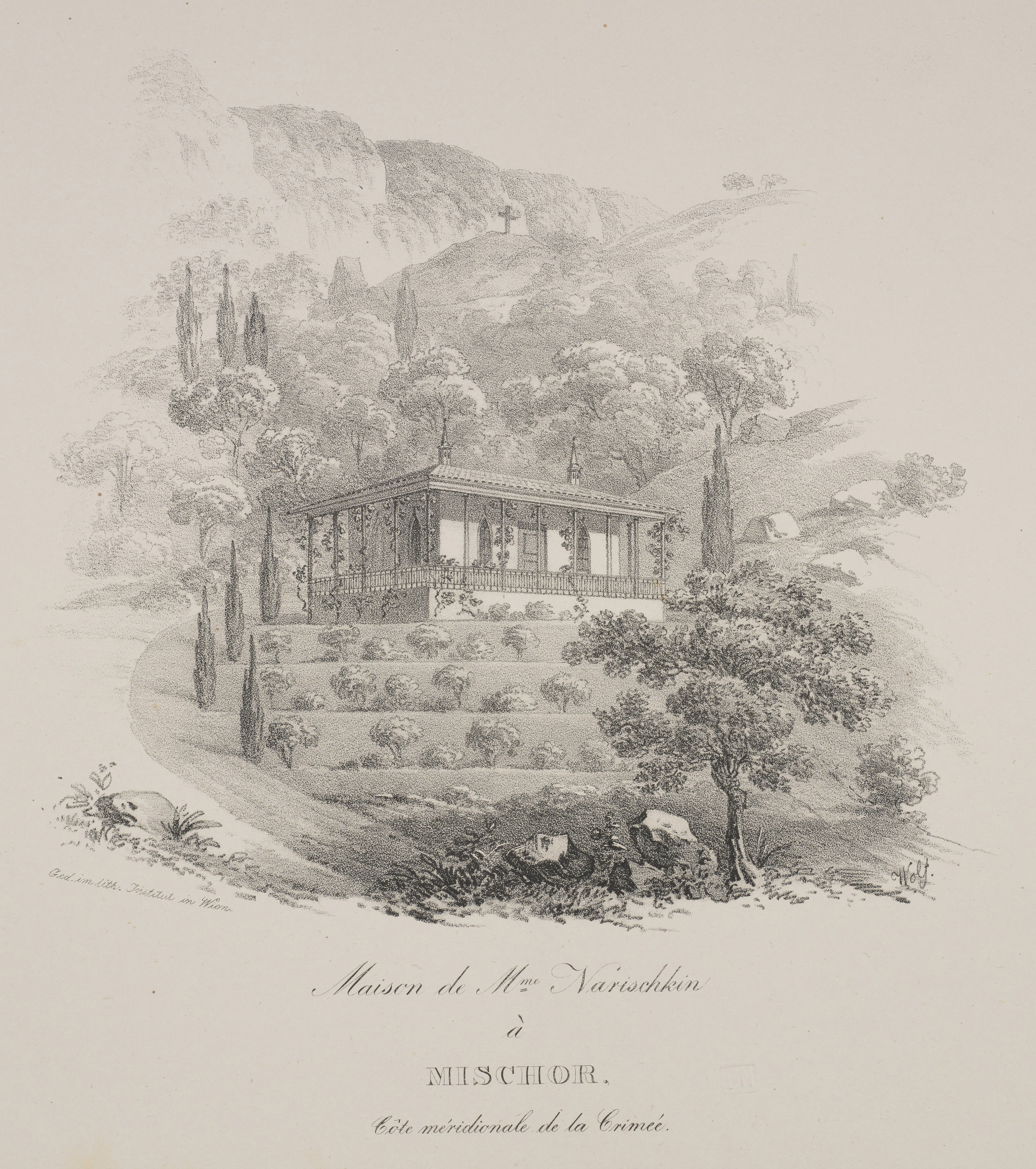
Дом Марии Антоновны Нарышкиной, 1830 г.
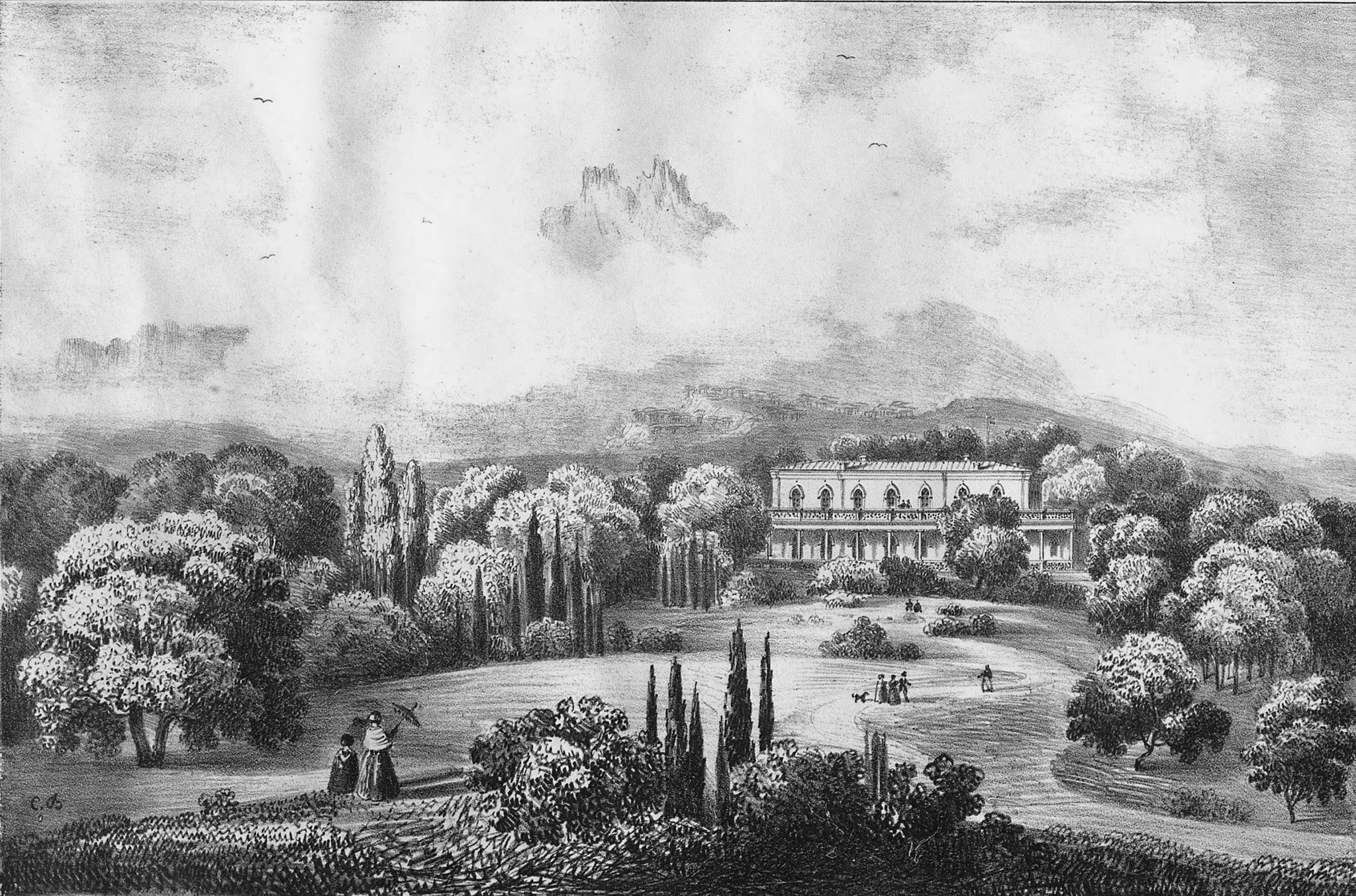
Карло Боссоли. Усадьба  Нарышкиных, 1842 г.
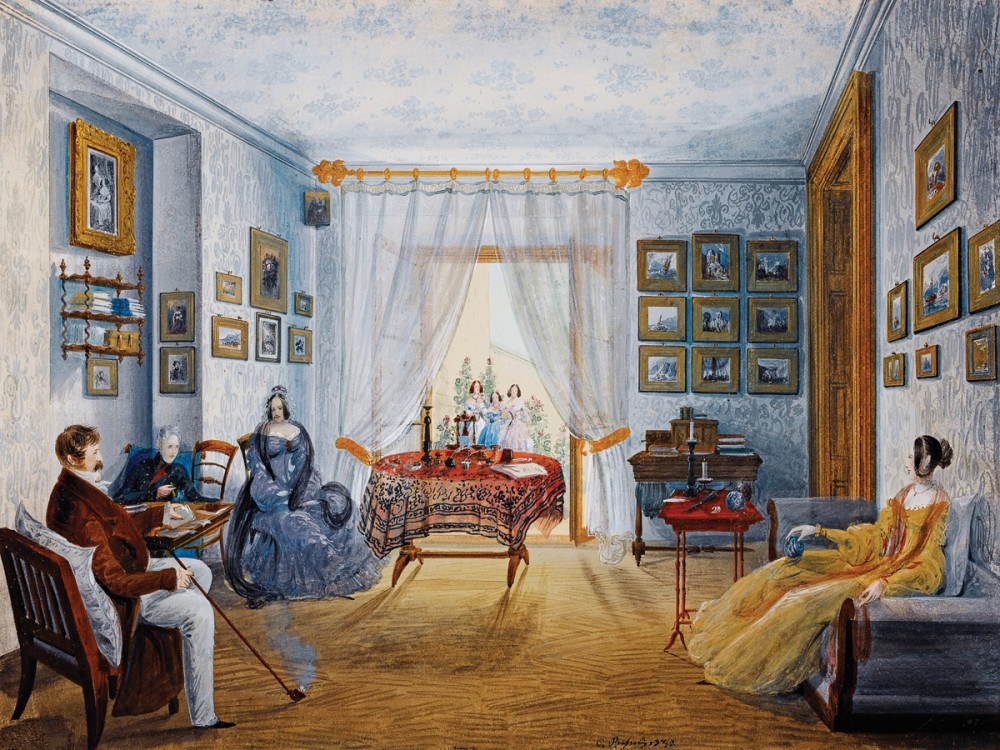
Карло Боссоли. Лев Нарышкин в гостиной особняка в Мисхоре, 1842 г.
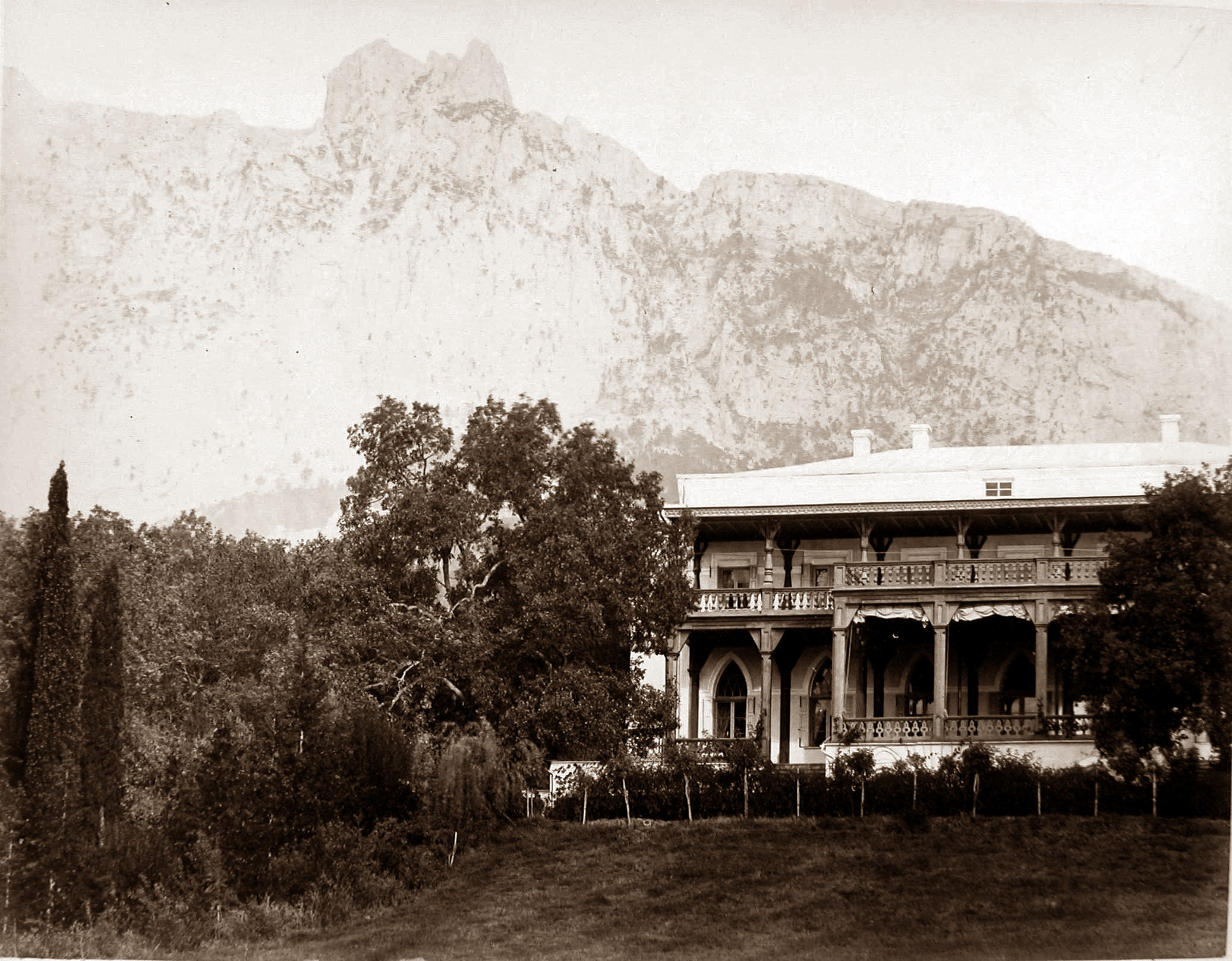
Фасад дворца Долгоруковых, 1885 г.
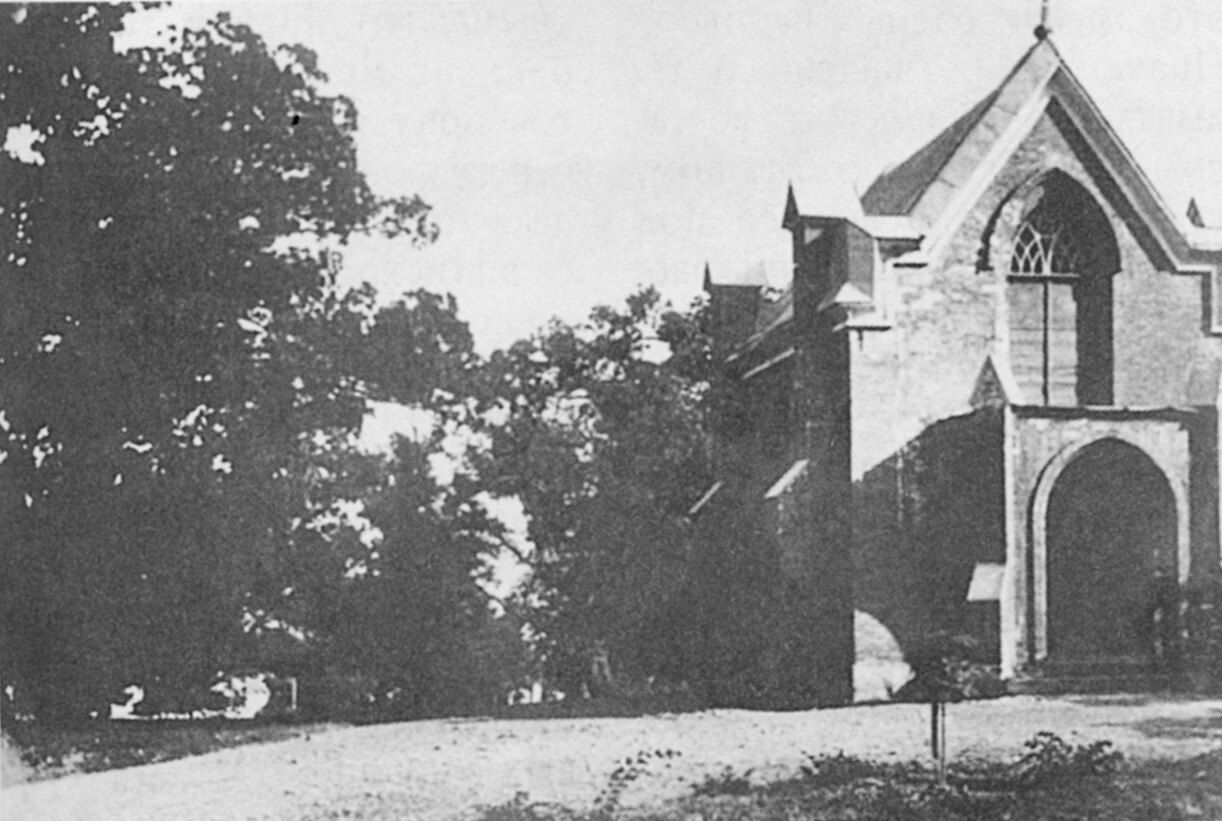
Католическая капелла.
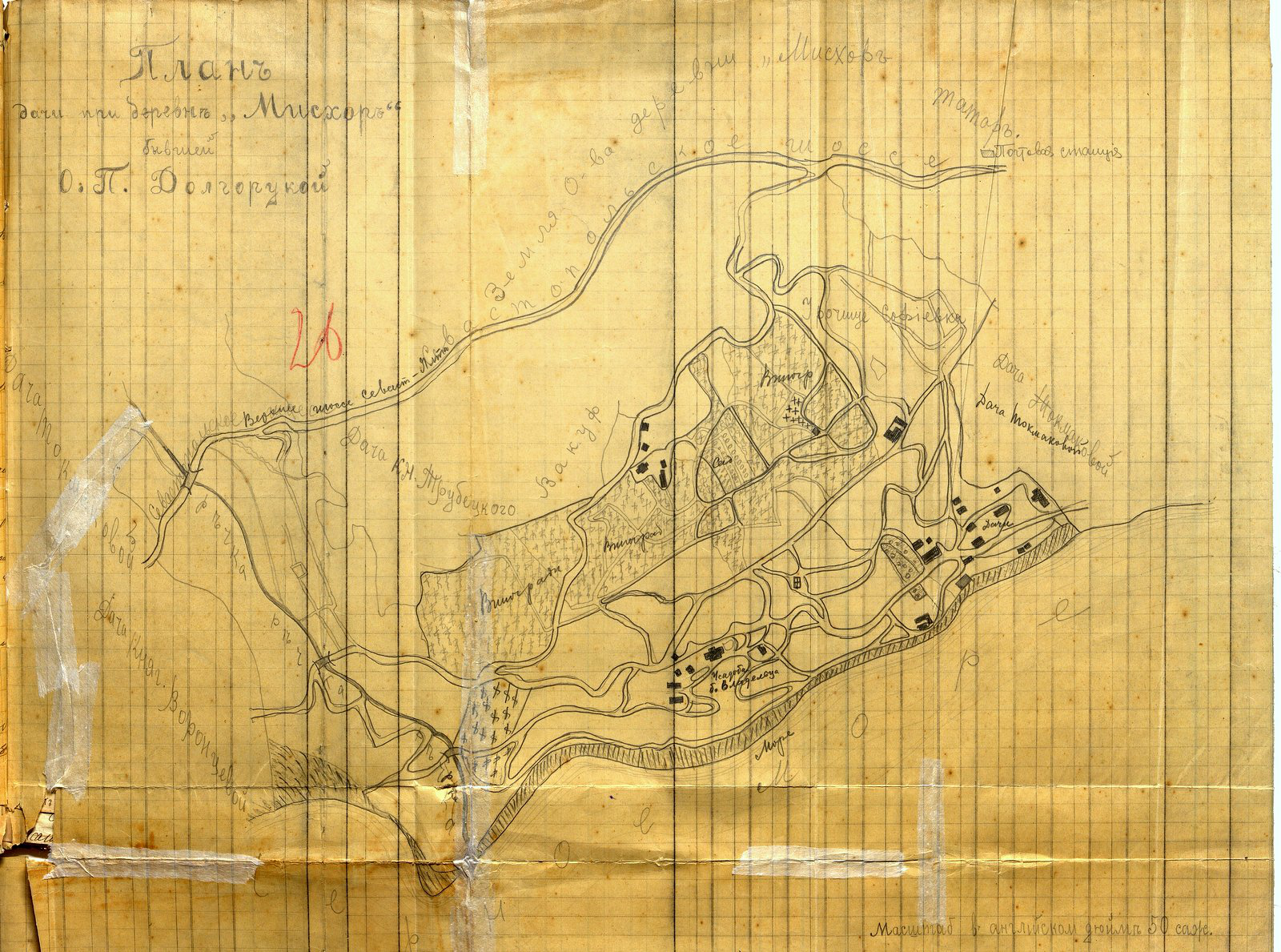
План имения Мисхор из дела о национализации, 1920 г.
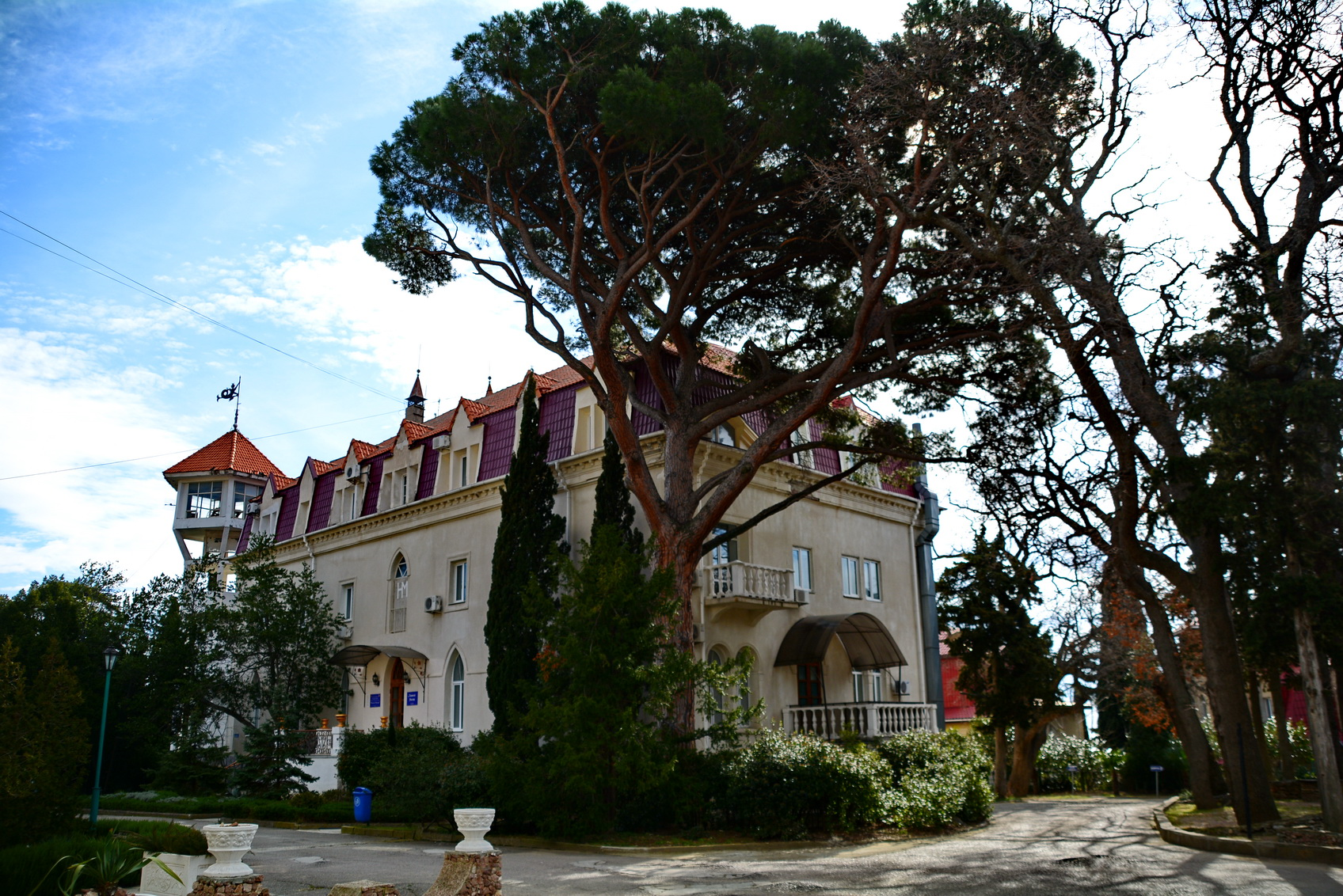
Современный вид.

Дорожки и тропинки имения прокладывали сапёры строительного батальона подполковника Петра Шипилова, подчинённого Воронцова. В имении действовал свой винзавод с домом винодела при нём, которые находились недалеко от Севастопольского шоссе. Парк в имении проектировал и обустраивал создатель Воронцовского парка, главный садовник Южного берега Крыма Карл Антонович Кебах. Садовником, а затем управляющим в имении Ольги Станиславовны Нарышкиной служил в 1831—1833 годах Фёдор Иванович Марко (нем. Marco Friedrich), с 9 января 1830 года работавший садовником Никитского ботанического сада, проявивший себя в Никитском саду, как великолепный хозяйственник, но неспособный селекционер, по причине чего и был переведён в Мисхор. В 1833 году Мисхор посетил швейцарский путешественник Дюбуа де Монпере, проводником которого в имении был Фёдор Марко, оказавшийся очень знающим ботанику и геологию человеком, что и оценил в записях Монпере.
В следующем, 1834 году, Шарль Монтандон, в своём «Путеводителе путешественника по Крыму, украшенный картами, планами, видами и виньетами и предваренный введением о разных способах переезда из Одессы в Крым», посвятил абзац описанию Мисхора, 
Несколько красивых домов с пристройками; обширный сад, прорезанный дорожками, проезжими для экипажей; очень тенистые тропинки, рощи, цветники с огромным разнообразием цветов придают этому радующему взор обиталищу большую приятность
также обстоятельно перечислив местные красоты, упомянув «прекрасный лавровый лес… со стороны Кореиза», виноградник в 50000 кустов, красивую водяную мельницу.

К 1830-м годам, в имении «были проведены большие преобразования» в ожидании визита в Крым императора Николая I со свитой (у Нарышкиных, в частности, с 8 (20) сентября 1837 года по 9 (21) октября 1837 года жили великая княгиня Елена Павловна и сопровождавший её Пётр Кеппен)). Николай Иванович Надеждин, публиковавшийся в издаваемом им «Одесском альманахе» под инициалами (А + В) К., в «Очерке Южного Берега Крыма» 1838 года писал об имении
Эту дачу можно почесть всю увеселительным садом, вмещающим в себе лучшие южные деревья и растения; древесный питомник, виноградник (80 т. кустов) с погребом, водяная мельница, господский дом, украшающийся просвещенною роскошью и благоустройством. Самое же замечательное здесь — лавровый лесок и та часть сада, которая прозвана Софиевкою или Малою Алупкою.
Крымская война практически не затронула Мисхор ввиду его отдаленности от театра действий, а его владельцы провели это время или в Санкт-Петербурге или в своих вотчинах. Мария Сосногорова в путеводителе 1871 года опять упоминает в «Софиевке», или «Малой Алупке» лавровый лес, особо отмечая оливковую рощу: «… кажется, единственная на южном берегу, из которой добывается столько оливкового масла превосходного качества…»

В конце XIX века, после появления в Ливадии царской летней резиденции, Южный берег Крыма становится модным местом, следствием чего стал настоящий курортный бум. В те же годы врач царской семьи С. П. Боткин доказал целебность Южнобережного климата для лечения лёгочных заболеваний, что также способствовало росту притока отдыхающих. Многие владельцы имений, в том числе с целью поправить своё финансовое положение, стали сдавать на лето свои особняки состоятельным курортникам. Не стало исключением и имение Мисхор: всё лето 1898 года усадьбу снимала семья Саввы Морозова. В следующем, 1899 году, управляющий имением Н. Н. Петров, от имени владельцев, заключил договор «на аренду земли в имении графа Шувалова», по которому выделялось 15 десятин в западной части имения с целью выделить 30 участков по 300—700 квадратных саженей для строительства дач.
.

## После революции
9 апреля 1919 года вместе с внучкой Софьей Ольга Петровна Долгорукова была эвакуирована на английском крейсере «Мальборо» на Мальту. Позже проживала в Англии и во Франции, умерла в Версале. Похоронена на Новом кладбище в Нёйи, под Парижем.
После окончательного установления в Крыму советской власти, 16 декабря 1920 года приказом председателя Революционного комитета Крыма были изъяты «из частного владения как разных ведомств, так и частных лиц все имения Южного берега Крыма в районе от Судака до Севастополя включительно» и передавались в ведение специально созданного Управления Южсовхоза. В ноябре того же года контрольная комиссия совхоза Мисхор составила акт приёма-передачи бывшего имения княгини Долгоруковой, в котором отмечалось, что имение содержалось превосходно. Также в акте было подробно переписано всё, что касалось имущества и земель усадьбы, касательно владельческого дома отмечалась богатая обстановка комнат (мебель, картины в дубовых рамах, гравюры, хрустальные люстры, фарфоровые китайские вазы, ковры, зеркала и прочее. 1 июня 1923 года организуется курпансион «Группа дач Мисхора», в который включили и бывшую дачу (по другим данным в 1925 году). С октября 1928 года курпансион «Группа дач Мисхора» стал санаторием «Коммунары», а дача Долгоруковой его корпусом № 1. С 1948 года корпус № 1 преобразовали в отдельный санаторий Главсевморпути «Советский полярник». Время перестройки основного здания, после которого оно утратило исторический вид, пока не установлено: на фотографиях 1956 года террасы на южном фасаде ещё присутствуют. Также не установлено время упразднения санатория и создания лечебно-оздоровительного центра «Нижний Мисхор». На 2023 год территория лечебно-оздоровительного центра закрыта для свободного посещения.